# Битка код Аугусте
Битка код Аугусте или Битка код Агосте одиграла се 22. априла 1676. године између шпанско-холандске и француске флоте. Битка је део Француско-холандског рата и завршила се победом Француске. У бици је погинуо холандски адмирал Михил де Ројтер.

## Битка
Француска флота под адмиралом Дикеном имала је 29 линијских бродова, 4 фрегате, 8 брандера и 9 галија, холандска 13 линијских бродова, 4 тешке и 6 лаких фрегата, 1 брандер и 9 галија. Савезници (Холанђани и Шпанци) уврстили су у борбени поредак и фрегате. Савезнички бродови нису били потпуно попуњени посадом нити је питање командовања било решено јер је шпански адмирал био старији од општег команданта, холандског адмирала Ројтера. Шпанска ескадра била је у центру, а Холанђани у претходници и заштитници. Ношени лаганим југоисточким ветром, савезници су се приближили Французима и око 15:30 часова ступили у борбу. Ројтер је подишао противнику да би одвојио његову претходницу од центра. Отворивши брзу и прецизну ватру Холанђани су успели да растуре француску претходницу и да избаце трећину бродова из строја. Том приликом је Ројтер смртно рањен. Како шпански бродови нису прилазили ближе, него само гађали са највећег одстојања, Дикен је напустио поредак колоне и пошао бродовима центра у положај претходници. Кад је савезничка претходница дошла под унакрсну ватру, пришла јој је у помоћ претходница, заједно са неколико шпанских бродова и галија центра. Падом мрака битка је прекинута без одлуке. Савезници су остали у лукама и препустили превласт на мору Французима. Ројтерова смрт била је велики губитак за Холанђане и Шпанце.